# Famille Légitimus
La famille Légitimus est une famille originaire de la Guadeloupe, et plus précisément de l'île de Marie-Galante, au sein de laquelle se sont illustrés de nombreux artistes et des personnalités politiques.

## Historique
Le nom de famille Légitimus est l'un des patronymes d'affranchis de la Guadeloupe, issus de l'abolition de l'esclavage en 1848, porté par un ancien esclave né sur le continent africain, prénommé Jean (1816-1862), un charpentier. Ce patronyme est enregistré à l'état-civil de Saint-Louis de Marie-Galante le  20 décembre1848.

## Généalogie
- Jean Légitimus (né en 1816 sur le continent africain - mort en 1862), charpentier, épouse Jeanne Légitimafau Laboral.
  - Jean-Pierre Légitimus (1846-1884), né à St Louis, sur l'île de Marie-Galante, disparu en mer, journalier. Il épouse Héloïse Moulon.
    - Hégésippe Jean Légitimus (1868-1944), journaliste et homme politique français. Il épouse Clémence Birman.
      - Étienne Légitimus (1903-1982), journaliste social, cofondateur d'associations contre le racisme, dont le Mouvement contre le racisme et pour l'amitié entre les peuples (Mrap) et la Ligue internationale contre le racisme et l'antisémitisme (Licra). Il épouse Marie Berthilde Paruta (1907-1999), dite Darling Légitimus, actrice, chanteuse, danseuse et artiste de music-hall, primée en 1983 au festival de cinéma de Venise, la Mostra de Venise.
        - Angèle Christiane Marcelle Légitimus (1927-2007[1]). Elle épouse Alfred Hervo, dont elle a trois enfants.
          - Richard Hervo
          - Camile Hervo épouse Gaudens
          - Frédéric Hervo

        - Jean Étienne Marcel Légitimus dit Théo Légitimus (1929-2017[2]), acteur, musicien. Il épouse Madeleine Kambourian (1932-1974).
          - Pascal Légitimus (né en 1959), humoriste, acteur, scénariste, producteur et réalisateur.
          - Dominique Légitimus, musicien et compositeur.
          - Carole Légitimus.
          - Nora Légitimus.

        - Victor-Hégésippe Légitimus dit Gésip Légitimus (1930-2000), acteur, musicien, journaliste et producteur de spectacles et d'émissions radiophoniques. Il épouse Noéma Thomassine, Miss Antilles 1958, journaliste.
          - Henri Légitimus (1960-2021), animateur et directeur de radio.
          - Mathilda Légitimus, artiste.
          - Diana Légitimus, artiste, speakerine à RFO, illustratrice graphiste, autrice-compositrice et chanteuse.
          - Victor Légitimus.
          - Noéma Légitimus.
          - Samuel Légitimus (né en 1965), acteur et metteur en scène.
          - David Légitimus, chanteur et comédien.

        - Gustave Maxime Voltaire Légitimus (1932-1976[3]), musicien, chef d'orchestre. Il épouse Suzanne Becker (1937-1966).
          - Gérard Légitimus (1953 -2005), comédien, DJ.
          - Catherine Légitimus, actrice.
          - Lydia Légitimus.
          - Nathalie Légitimus.

        - Clément Légitimus. (1938), musicien et acteur[4].
          - Christophe Légitimus, comédien.
          - Thierry Légitimus.